# Майкъл Андрю (плувец)
Майкъл Андрю e американски плувец и световен шампион през 2016 г. в 100 метра съчетано плуване.
Негов треньор е баща му в басейна в задния им двор, като тренировките не са традиционни, а използват метод, наречен Супер къс тренировъчен план (USRPT).

## Кариера

### Юношеска кариера
Печели златен медал на 50 метра гръб на Световното първенство по плуване през 2015 за юноши и девойки в Сингапур, където подобрява рекорда на шампионата както в сериите, така и на финала. Печели също сребърен медал на 50 метра свободен стил и на 50 метра бътерфлай и излиза на финала в четири отделни събития. FINA го нарича Плувец на състезанието.
Андрю подобрява повече от 100 национални рекорда в съответните възрастови групи (голям и малък курс комбинирани), повече от всеки друг американски плувец. Той преминава в професионална категория през 2013 г. на 14-годишна възраст, ставайки най-младият американски плувец, който го прави.

### Професионална кариера
През 2016 г. на Световно първенство по късометражно плуване, провело се в Уиндзор, Канада, Андрю печели златен медал на 100 метра съчетано плуване за време от 51,84 сек. Той също се класира на 9-о място на 50 метра бруст, пропускайки финала за една десета от секундата. Той участва и в щафетите на 4х50 метра свободен стил и 4х50 съчетано, като печели сребърни медали и в двете с време 21,51 и 26,62 сек, съответно.
Андрю се квалифицира за своя първи шампионат за мъже на шампионата 2018 Филипс 66, като печели на 100 метра бруст с време 59,38 сек.
През 2018 г., по време на Презокеанските игри, той печели златото на 50 метра свободен стил.

## Личен живот
Андрю започва да плува на 7-годишна възраст. Родителите му, Петър и Тина, са южноафриканци, които се преселват в Америка през 1997 година. Семейството се установява в Лорънс, Канзас през 2011 година. Андрю има по-малка сестра, която също плува. Майка му Тина взима участие в спортното състезание „Гладиатори“ в Обединеното кралство и Южна Африка, като Лазер и Шиина съответно.

## Най-добри постижения

### Дълъг курс (50 м басейн)
| Състезание              | Време (сек) | Събитие                                     | Дата                    | Бележка       |
| ----------------------- | ----------- | ------------------------------------------- | ----------------------- | ------------- |
| 50 метра свободен стил  | 21,46       | Пан тихоокеанско първенство 2018            | 12 август 2018 г.,      | —             |
| 100 метра свободен стил | 49,87       | Национални първенства през 2018 – Филипс 66 | 25 юли 2018 г.          | —             |
| 50 метра гръб           | 24,49       | 2018 Световната купа на FINA                | На 8 септември 2018 г., | —             |
| 100 метра гръб          | 53,55       | Пан тихоокеанско първенство 2018            | 10 август 2018 г.,      | —             |
| 50 метра бруст          | 26,84       | Национални първенства през 2018 – Филипс 66 | На 27 юли 2018 г.       | АМ, КЛ        |
| 100 метра бруст         | 59,38       | Национални първенства през 2018 – Филипс 66 | 28 юли 2018 г.          | —             |
| 50 метра бътерфлай      | 22,93       | Национални първенства през 2018 – Филипс 66 | 26 юли 2018 г.          | КЛ            |
| 100 метра бътерфлай     | 51,53       | Пан тихоокеанско първенство 2018            | 11 август 2018 г.,      | —             |
| 200 метра съчетано      | 1:59,12     | Арена Про Суим сериите 2017                 | 4 март 2017 г.          | Бившият ВЕОЧП |

### Кратък курс (25 м басейн)
| Състезание              | Време (сек) | Събитие                                           | Дата               | Бележка            |
| ----------------------- | ----------- | ------------------------------------------------- | ------------------ | ------------------ |
| 50 метра свободен стил  | 20,94       | Световното първенство по плуване през 2018 година | 15 ноември 2018 г. | —                  |
| 100 метра свободен стил | 48,89       | Световното първенство по плуване през 2016 година | 26 август 2016     | —                  |
| 50 метра гръб           | 23,11       | Световното първенство по плуване през 2018 година | 16 ноември 2018 г. | —                  |
| 100 метра гръб          | 50,36       | Световното първенство по плуване през 2018 година | 6 октомври 2018 г. | —                  |
| 50 метра бруст          | 26,10       | Световното първенство по плуванепрез 2018 година  | 16 ноември 2018 г. | американски рекорд |
| 50 метра бътерфлай      | 22,32       | Световното първенство по плуване през 2018 година | 17 ноември 2018 г. | американски рекорд |
| 100 метра съчетано      | 51,16       | Световното първенство по плуване през 2018 година | 15 ноември 2018 г. | —                  |